# Maire de Gibraltar
 (novembre 2022).
La mise en forme du texte ne suit pas les recommandations de Wikipédia : il faut le « wikifier ».
Les points d'amélioration suivants sont les cas les plus fréquents. Le détail des points à revoir est peut-être précisé sur la page de discussion.
- Les titres sont pré-formatés par le logiciel. Ils ne sont ni en capitales, ni en gras.
- Le texte ne doit pas être écrit en capitales (les noms de famille non plus), ni en gras, ni en italique, ni en « petit »…
- Le gras n'est utilisé que pour surligner le titre de l'article dans l'introduction, une seule fois.
- L'italique est rarement utilisé : mots en langue étrangère, titres d'œuvres, noms de bateaux, etc.
- Les citations ne sont pas en italique mais en corps de texte normal. Elles sont entourées par des guillemets français : « et ».
- Les listes à puces sont à éviter, des paragraphes rédigés étant largement préférés. Les tableaux sont à réserver à la présentation de données structurées (résultats, etc.).
- Les appels de note de bas de page (petits chiffres en exposant, introduits par l'outil «  Source ») sont à placer entre la fin de phrase et le point final[comme ça].
- Les liens internes (vers d'autres articles de Wikipédia) sont à choisir avec parcimonie. Créez des liens vers des articles approfondissant le sujet. Les termes génériques sans rapport avec le sujet sont à éviter, ainsi que les répétitions de liens vers un même terme.
- Les liens externes sont à placer uniquement dans une section « Liens externes », à la fin de l'article. Ces liens sont à choisir avec parcimonie suivant les règles définies. Si un lien sert de source à l'article, son insertion dans le texte est à faire par les notes de bas de page.
- La présentation des références doit suivre les conventions bibliographiques. Il est recommandé d'utiliser les modèles {{Ouvrage}}, {{Chapitre}}, {{Article}}, {{Lien web}} et/ou {{Bibliographie}}. Le mode d'édition visuel peut mettre en forme automatiquement les références.
- Insérer une infobox (cadre d'informations à droite) n'est pas obligatoire pour parachever la mise en page.

Pour une aide détaillée, merci de consulter Aide:Wikification.
Si vous pensez que ces points ont été résolus, vous pouvez retirer ce bandeau et améliorer la mise en forme d'un autre article.
Le maire de Gibraltar est l'officier de cérémonie du territoire britannique d'outre-mer de Gibraltar. Le maire est nommé par le parlement de Gibraltar. Son bureau est situé à l'hotel de ville de Gibraltar (en), près de la place John Mackintosh (en). Depuis le 1er juin 2021, ce poste est occupé par Christian Santos , succédant à John Gonçalves (en).

## Histoire

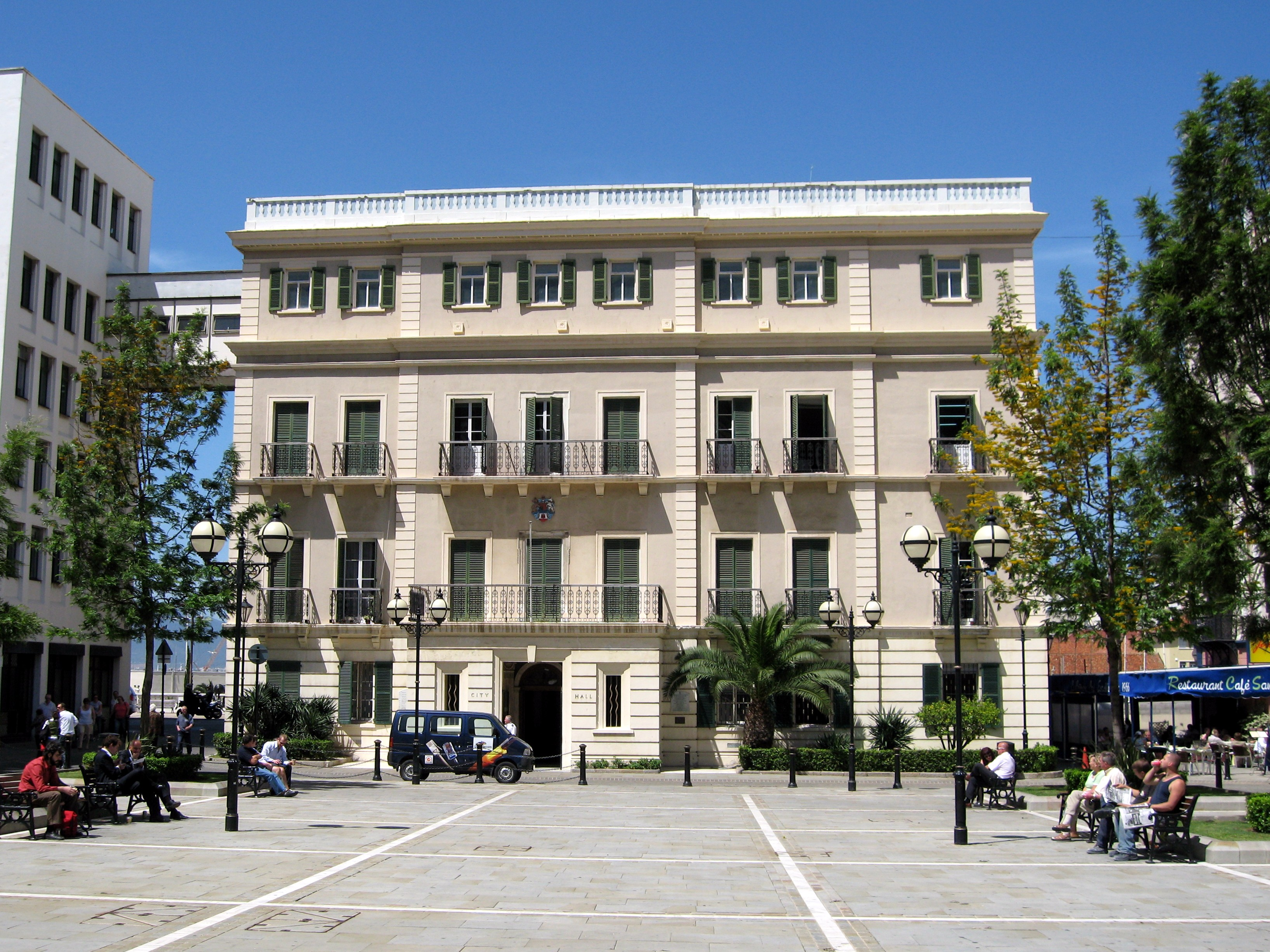
L'hôtel de ville, situé au centre de la place John Mackintosh, en face du Parlement de Gibraltar, abritant le bureau du maire de Gibraltar.

Depuis sa création en 1921, le conseil municipal du territoire possédait un président. En 1955, à la demande des membres du conseil, le poste a été renommé maire et, par conséquent, le maire de Gibraltar a été choisi parmi les membres du conseil. Joshua Hassan, président du conseil municipal à l'époque devient alors le premier maire de Gibraltar.

### Constitution de 1969
Le conseil municipal fut dissous lorsque le nouveau décret constitutionnel de Gibraltar fut signé en 1969. Cependant, le maire de Gibraltar resta, mais seulement avec un caractère cérémoniel, et devait être élu par la Chambre d'assemblée (plus tard le Parlement). Cela signifiait que cette fonction était invariablement prise par le président (en) ou un ministre du gouvernement.
La Constitution de 1969 stipulait :
 « Une personne élue au poste de maire exerce ses fonctions selon les termes et conditions et exerce les fonctions (c'est-à-dire des fonctions cérémonielles à caractère civique) telles que déterminées par le gouverneur, agissant après consultation avec le gouvernement. »

### Constitution de 2006
Depuis la nouvelle Constitution de 2006, le maire ne doit plus être choisi parmi les membres du parlement, mais être élus par ce derniers. L'intention était de passer à un nouveau système permettant aux citoyens de pouvoir au sens large d'être nommés maires pour une période d'un an, bien que cela puisse parfois être plus long. Le gouvernement a annoncé qu'un adjoint au maire serait également nommé pour la même période et assumerait ensuite les fonctions de maire.

## Nomination
Le maire de Gibraltar est nommé par le parlement, mais ne doit pas en faire partie et doit occuper ce poste pendant une période minimale d'un an. Conformément à la Constitution de 2006. 
 

### Adjoint
Un adjoint au maire est en même temps nommé par le parlement pour une durée de un an pour assister et soutenir le maire dans l'exercice de ses fonctions, ainsi que pour agir en tant que maire lorsqu'il est dans l'impossibilité de participer à une manifestation civique. L'adjoint prend ses fonctions de maire l'année suivante et un nouvel adjoint sera nommé, et ainsi de suite,.

## Fonctions
Depuis 1969, le maire n'est plus une personnalité politique car ses fonctions sont entièrement cérémonielles et civiques . Les postes de maire et d'adjoint au maire de Gibraltar sont honorifiques et donc non rémunérés.

## Liste des maires
La liste suivante liste tous les maires de Gibraltar depuis le début du premier mandat en 1955 :
| No | Image                         | Nom                        | Début de mandat         | Fin de mandat           |
| -- | ----------------------------- | -------------------------- | ----------------------- | ----------------------- |
| 1  | The Hon. Sir Joshua A. Hassan | Joshua Hassan              | 23 février 1955         | 2 juin 1969             |
| 2  |                               | William Thompson           | 2 juin 1969             | 6 novembre 1970         |
| 3  |                               | Alfred J. Vasquez          | 6 novembre 1970         | 22 avril 1976           |
| 4  | The Hon. Adolfo J. Canepa     | Adolfo J. Canepa           | 22 avril 1976           | 31 décembre 1978        |
| 5  |                               | Horace J. Zammit           | 1er janvier 1979        | 31 juillet 1979         |
| 6  |                               | Abraham W. Serfaty (en)    | 1er aout 1979           | 31 juillet 1988         |
| 7  |                               | Maria I. Montegriffo (en)  | 1er aout 1988           | 20 mars 1995            |
| 8  |                               | Robert Mor Esq             | 20 mars 1995            | 31 juillet 1996         |
| 9  |                               | John E. Alcantara          | 1er aout 1996           | 31 juillet 2004         |
| 10 |                               | Clive Beltran (en)         | 1er aout 2004           | 31 juillet 2008         |
| 11 | Solomon Levy MBE, JP          | Solomon Levy (en)          | 1er aout 2008           | 31 juillet 2009         |
| 12 | Olga Zammitt, OBE, JP         | Olga M. Zammitt (en)       | 1er aout 2009           | 31 juillet 2010         |
| 13 | Anthony Lombard               | Anthony J. P. Lombard (en) | 1er aout 2010           | 31 juillet 2011         |
| 14 | Julio Alcantara               | Julio J. Alcantara (en)    | 1er aout 2011           | 31 juillet 2012         |
| 15 | Anthony Lima                  | Anthony Lima (en)          | 1er aout 2012           | 31 juillet 2014         |
| 16 | The Hon. Adolfo J. Canepa     | Adolfo J. Canepa           | 1er aout 2014           | 31 juillet 2017         |
| 17 | Kaiane Lopez                  | Kaiane Aldorino            | 1er aout 2017           | 4 avril 2019            |
| 18 |                               | John Gonçalves (en)        | 4 avril 2019            | 1er juin 2021           |
| 19 |                               | Christian Santos           | Depuis le 1er juin 2021 | Depuis le 1er juin 2021 |